# Бамшад
Бамшад (перс. بامشاد‎) — один из четырёх самых известных и умелых музыкантов (вместе с Барбадом, Нагисой (Накиса) и Рамтином), которые жили при персидской династии Сасанидов, когда у власти был Хосров II Парвиз (591—628).
Персидские словари, например, Лугат-нама Дехкоды, описывают его как известного музыканта, равного Барбаду. Он также упоминается в поэме персидского поэта Манучехри.